# Хара Марія Романівна
Марія Романівна Хара (нар. 1 травня 1957, с. Петриків, Україна) — українська вчена у галузі медицини,  доктор медичних наук (2006), професор (2007) кафедри патологічної фізіології Тернопільського національного медичного університету імені І. Я. Горбачевського.

## Життєпис
У 1983 році закінчила Тернопільський державний медичний інститут. 
Від 1983 року працює у Тернопільському національному медичному універститеті: аспірантка кафедри патологічної фізіології (1983-1987), асистент (1986-2002), доцент (2002-2006), завідувач кафедри патологічної фізіології (2006-2011), професор кафедри здоров’я людини, фізичної реабілітації і безпеки життєдіяльності (2011-2015). З 2015 року і донині – професор кафедри патологічної фізіології ТНМУ. 
Дружина Олександра Хари.

## Наукова робота
У 1988 році захистила кандидатську дисертацію на тему «Холинергическая регуляция сердца при адреналиновой миокардиодистрофии у животных с различной устойчивостью к гипоксии». 
У 2006 році захистила докторську дисертацію на тему «Роль холінергічної системи в патогенезі адреналінової міокардіодистрофії у тварин різної статі».
Сфера наукової діяльності: дослідження гендерних аспектів холінергічної регуляції серця, особливостей метаболічних та структурних змін міокарда при патології серця різного ґенезу, дослідження ролі опіоїдної системи, системи оксиду азоту, мелатоніну та замісної терапії статевими гормонами в патогенезі кардіоміопатії.
Авторка понад 300 наукових і навчально-методичних праць; має 2 патенти на винаходи.